# Expatriates in Thailand
Expatriates in Thailand zijn mensen (expatriates) uit verschillende delen van de wereld die tijdelijk of voor langere tijd hun thuis hebben gemaakt in Thailand. Deze expatriates kunnen in Thailand in hoofdlijnen gescheiden worden in twee groepen. De mensen die uitgezonden worden, zijn vaak kortverblijvers en degenen die zelf naar Thailand getrokken zijn, vaak langverblijvers. De gemeenschap van expatriates in Thailand is in vergelijking met andere landen in de wereld zeer groot. 

## Landen van herkomst
Er hebben zich in Thailand mensen gevestigd uit landen zo divers als Australië, België, Duitsland, Ghana, het Verenigd Koninkrijk, IJsland, Israël, Jordanië, Mauritius, Nederland, Panama, Salomonseilanden, Suriname en de Verenigde Staten. Ook uit veel andere landen van alle continenten hebben zich mensen in Thailand gevestigd.

## Uitgezonden expatriates
Dit zijn expatriates die vanuit een bedrijf of instelling in hun land van herkomst zijn uitgezonden naar Thailand. Deze groep heeft vaak relatief hoge salarissen, woont vaak in gebieden samen met andere uitgezondenen en is veelal de lokale taal niet machtig. Het verblijf in Thailand is voor hen over het algemeen beperkt door een contract dat vaak twee tot vier jaar duurt. Hierna trekken ze weer verder naar een ander land of terug naar hun land van herkomst. In het Engels worden ze vaak de shortstayers genoemd oftewel kortverblijvers. Deze groep vormt een kleinere groep dan de tweede groep.

## Expatriates die zelf naar Thailand getrokken zijn

### Algemeen
Dit zijn expatriates die zelf naar Thailand zijn getrokken om uiteenlopende redenen. Mensen die aangetrokken zijn door de cultuur, de levenswijze, het gemak om er te kunnen verblijven, de prostitutie, de Thailanders, het eten, of elke combinatie van deze redenen; ook mensen die met pensioen gaan en in een warmer land willen wonen en criminelen die in hun eigen land gezocht worden. Deze groep verblijft meestal voor een langere tijd in Thailand, tot wel meer dan 20 jaar. In het Engels worden ze vaak de longstayers genoemd oftewel langverblijvers.

### De grote groep
Zowel mannen als vrouwen voelen zich aangetrokken om voor langere tijd in Thailand te verblijven. Vaak komen mensen in het land op vakantie en bevalt het goed. Ze blijven dan langer dan ze eerst gepland hadden en gaan dan naar huis. In hun thuisland krijgen ze dan soms heimwee naar het goede leven in Thailand waar bijna alles mogelijk is. Hierop wordt dan besloten de baan op te zeggen en eventueel ook het huis of een langdurige relatie. Hierna trekt de persoon naar Thailand en probeert dan een baan te vinden of een eigen bedrijf op te zetten.
Mensen in deze groep komen er op een gegeven moment achter dat het wonen in het beloofde land anders is dan er op vakantie gaan. Een gedeelte van deze groep vertrekt dan ook weer binnen een korte tijd, de rest past zich of aan of komt in de problemen en komt in het criminele milieu terecht. In deze groep zijn een aantal zeer succesvolle zakenmensen naar boven gekomen, maar ook een aantal artiesten, zoals Jonas (uit Zweden) en Christie (uit Engeland) die Thaise muziek zingen. 
Deze groep heeft vaak ook veel producten uit eigen land meegenomen en men is restaurants begonnen of goederen uit eigen land gaan importeren (Grolsch bier en vele Belgische bieren). Het gevolg hiervan is dat er producten uit vele landen van de wereld verkrijgbaar zijn of in Thailand geproduceerd worden (Belgische bonbons, Duitse worsten en broodbeleg). Veel mensen uit deze groep passen zich wel gedeeltelijk aan Thailand aan maar blijven vaak ook binnen de eigen groep van landgenoten samenkomen. Deze groep woont in alle delen van het land, tot in kleine dorpjes in de provincies aan toe. De grootste concentraties zijn te vinden in Bangkok, Pattaya, Hua Hin, Phuket, Koh Samui, Chiang Mai en Chiang Rai.
Voor deze grote groep mensen geldt dat men regelmatig zogenaamde visum-runs moet doen aan de grens om het visum op orde te krijgen. Een groot gedeelte van deze groep werkt ook in Thailand. Door de relatieve moeite die het kost wordt door de werkgevers geen werkvergunning aangevraagd. Hierdoor werkt deze groep in principe illegaal in Thailand en kan men op elk moment het land uitgezet worden. Het komt echter in de praktijk vrij weinig voor dat de Thaise politie overgaat tot een onderzoek en deportatie. Dit gebeurt vaak alleen maar na aangifte door een jaloerse Thailander of andere expatriate, of als de persoon zelf moeilijkheden veroorzaakt (drugs, agressief gedrag). Soms, om het Thaise publiek te laten zien dat de overheid het probleem aanpakt, worden er ook wel showinvallen gehouden of worden er op straat mensen aangehouden en gevraagd aan te tonen dat ze in Thailand werken.

### Gepensioneerden
Ook zijn er mensen die besluiten om in Thailand een tweede woning aan te schaffen en daar na hun pensionering te gaan wonen. In veel kustgebieden zoals Pattaya, Hua Hin, Phuket, Koh Samui zijn dan ook vele woningen speciaal voor deze groep gebouwd. Ook zijn er veel mensen die in de koelere noordelijke provincies zoals Chiang Mai en Chiang Rai gaan wonen. De Thaise overheid stimuleert hun komst door speciale visa uit te geven voor deze groep.

### Criminelen
Criminelen worden aangetrokken door het feit dat Thailand vrijwel geen uitleveringsverdragen heeft met andere landen. Verder is het relatief makkelijk om voor Thailand een visum te krijgen. Mensen uit de meeste westerse landen en ASEAN krijgen bij aankomst kosteloos een 30-dagenvisum, wat een aantal keren gehaald kan worden aan de grens. Tot 2007 kon dit ongelimiteerd, sindsdien zijn er meer restricties tenzij men de portemonnee trekt op het consulaat of de ambassade van Thailand. Ook het feit dat men in Thailand wel heel ver moet gaan om in de problemen te komen met de Thaise politie en de corruptie maken het voor criminelen makkelijk er te verblijven.